# Piotr z Gorczyna
Piotr z Górczyna (ur. ok. 1546 w Górczynie, zm. 16 czerwca 1616) – doktor prawa i dziekan Wydziału Filozoficznego,  kanonik krakowski, wielokrotny rektor Akademii Krakowskiej.

## Życiorys
Był synem Jerzego sołtysa z Górczyna. Studia na Akademii Krakowskiej podjął w semestrze letnim 1567. W 1569 uzyskał bakalaureat sztuk, a w 1575 magisterium. Od 1577 był członkiem Kolegium Mniejszego. W 1582 piastował funkcję dziekana Wydziału Filozoficznego, lecz równolegle jako bakałarz prawa objął 26 stycznia 1582  altarię Świętych Aniołów w katedrze wawelskiej. W lipcu 1584 uzyskał probostwo w Luborzycy, następnie w Czulicach. 15 czerwca 1585 przyjął święcenia kapłańskie (diakonem był od 1583) i już 22 czerwca 1585 pomimo braku doktoratu prawa, otrzymał kanonię w katedrze krakowskiej, co spotkało się z niezadowoleniem środowiska. Doktorat obronił po kilku miesiącach 6 lutego 1586.  Po raz pierwszy rektorem został w semestrze letnim 1586, następnie w semestrach 1586/1587, 1587, 1589, 1593, 1596, 1596/1597, 1597, 1599, 1604, 1604/1605, 1605, 1610, 1613. Usiłował powstrzymać ekspansję edukacyjną jezuitów, a także podporządkować Akademii szkolnictwo parafialne. 7 maja 1597 został rektorem kościoła w Koniuszy z tej racji prowadził procesy o dobra należące do probostwa. W 1598 z ramienia kapituły krakowskiej i uniwersytetu egzaminował kandydatów na duchownych.  Uczestniczył w synodzie diecezjalnym w 1601, kiedy to powołano Seminarium Duchowne na Wawelu. Został jednym z prowizorów tej szkoły. Zmarł w wieku 70 lat został pochowany w katedrze wawelskiej.